# 화이트채플

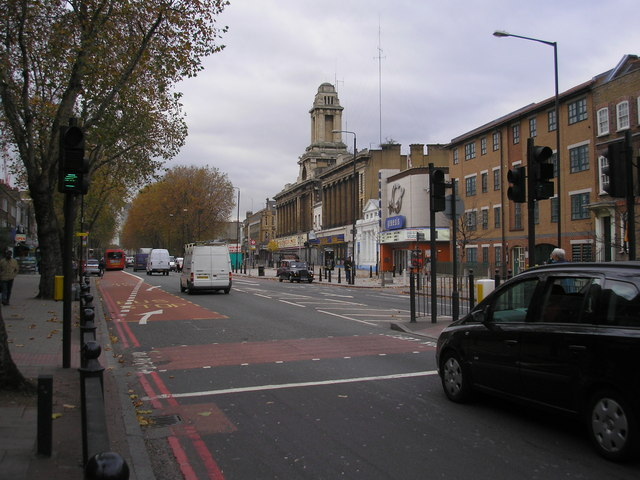
화이트채플

화이트채플(Whitechapel)은 런던의 한 지역으로, 인구는 12,558명이다. 1888년 잭 더 리퍼 살인사건이 일어난 곳으로 유명하다.